# Peperomia quatrometralis
Peperomia quatrometralis är en pepparväxtart som beskrevs av William Trelease. Peperomia quatrometralis ingår i släktet peperomior, och familjen pepparväxter. Inga underarter finns listade i Catalogue of Life.